# 羅利 (愛荷華州)
羅利（英語：Rowley）是一個位於美國愛荷華州布坎南縣的城市。

## 地理
羅利的座標為42°22′06″N 91°50′42″W / 42.36833°N 91.84500°W，而該地的平均海拔高度為299米（即981英尺）。

## 人口
根據2010年美國人口普查的數據，羅利的面積為0.93平方千米，均為陸地。當地共有人口264人，而人口密度為每平方千米283人。